# Joseph Areruya
Joseph Areruya (Rwamagana, 1º gennaio 1996) è un ex ciclista su strada ruandese, attivo in formazioni UCI dal 2017 al 2024. Nel 2017 ha vinto una tappa al Giro d'Italia Under-23 e il Tour du Rwanda; si è poi aggiudicato La Tropicale Amissa Bongo e il Tour de l'Espoir nel 2018. Nel 2019 è stato il primo ciclista ruandese a correre la Parigi-Roubaix.

## Palmarès
- 2016 (Les Amis Sportifs, due vittorie)

Circuit de Constantine
4ª tappa Tour du Rwanda (Rusizi > Huye)
- 2017 (Dimension Data for Qhubeka, quattro vittorie)

5ª tappa Giro d'Italia Under-23 (Senigallia > Osimo)
1ª tappa Tour du Rwanda (Kigali > Huye)
3ª tappa Tour du Rwanda (Rubavu > Musanze)
Classifica generale Tour du Rwanda
- 2018 (Dimension Data for Qhubeka, tre vittorie)

4ª tappa La Tropicale Amissa Bongo (Ndjolé > Mitzic)
Classifica generale La Tropicale Amissa Bongo
Classifica generale Tour de l'Espoir
- 2018 (Delko, una vittoria)

Campionati ruandesi, Prova a cronometro
- 2019 (Delko, una vittoria)

Campionati ruandesi, Prova a cronometro

### Altri successi
- 2015

Kivu race
- 2016 (Les Amis Sportifs)

Farmer's circuit
Kivu race
Classifica giovani Tour International de Blida
- 2018 (Dimension Data for Qhubeka)

Classifica giovani La Tropicale Amissa Bongo
Classifica a punti Tour de l'Espoir
- 2021 (Benediction Ignite)

Patriotism Race
- 2022 (Benediction Ignite)

1ª tappa Tour de la Martinique (Sainte-Luce > Le Marin)

## Piazzamenti

### Classiche monumento
- Parigi-Roubaix

2019: fuori tempo massimo

### Competizioni mondiali
- Campionati del mondo su strada

Doha 2016 - Cronometro Under-23: 57º
Doha 2016 - In linea Under-23: 98º
Bergen 2017 - In linea Under-23: ritirato
Inssbruck 2018 - Cronometro Under-23: 65º
Innsbruck 2018 - In linea Under-23: 82º

### Competizioni continentali
- Giochi panafricani

Brazzaville 2015 - Cronosquadre: 3º
Brazzaville 2015 - In linea Elite: 7º
Rabat 2019 - Cronosquadre: 3º
Rabat 2019 - Cronometro Elite: 7º
Rabat 2019 - In linea Elite: 15º
- Campionati africani

Sharm el-Sheikh 2013 - Cronosquadre: 3º
Benslimane 2016 - Cronometro Elite: 9º
Benslimane 2016 - In linea Elite: 16º
Luxor 2017 - Cronosquadre: 3º
Luxor 2017 - Cronometro Elite: 7º
Luxor 2017 - In linea Elite: 6º
Kigali 2018 - Cronosquadre: 2º
Kigali 2018 - Cronometro Elite: 3º
Kigali 2018 - In linea Elite: 6º
Il Cairo 2021 - Cronosquadre: ritirato
Il Cairo 2021 - In linea Elite: 7º